# Cryphia aksuensis
Cryphia aksuensis là một loài bướm đêm trong họ Noctuidae.